# 不破美作
不破 美作（ふわ みまさか）は江戸時代後期から幕末にかけての久留米藩参政。不破家9代。父は7代不破佐太郎。諱は正寛。佐幕・開明派に属する。慶應4年1月26日久留米城より帰宅時、自邸前にて尊攘派藩士２４名に襲撃され30分余りの間応戦するも、力尽き暗殺された。享年47。